# Pelles tjärne
Pelles tjärne är en sjö i Filipstads kommun i Värmland och ingår i Göta älvs huvudavrinningsområde.